# گمینا نووینکا
گمینا نووینکا (به لهستانی:  Gmina Nowinka) یک گمینا در لهستان است که در شهرستان اوگوستوف واقع شده‌است. گمینا نووینکا ۲۰۳٫۸۴ کیلومتر مربع مساحت و ۲٬۷۹۰ نفر جمعیت دارد.